# レーヴァティ (女優)
レーヴァティ（Revathi、1966年7月8日 - ）は、インドの女優。タミル語映画とマラヤーラム語映画を中心にテルグ語映画、ヒンディー語映画、カンナダ語映画で活動し、これまでに国家映画賞、フィルムフェア賞 南インド映画部門、ケララ州映画賞を受賞している。

## 生い立ち
コーチで生まれ、「アシャ・ケルニ・ナーヤル（Asha Kelunni Nair）」と名付けられた。父マランク・ケルニ・ナーイルはパルカード出身の陸軍少佐で、母ラリター・ケルニはパルカードのタミル人家庭出身だった。レーヴァティは7歳の時からバラタナティヤムを学び、1979年にはマドラスの舞台でアランゲトラムを披露している。また、学生時代にファッションショーに参加し、その際に撮られた写真がタミル系雑誌の表紙に選ばれたことをきっかけにバーラティラージャの目に留まり、彼の新作映画のヒロイン役に抜擢された。

## キャリア
1983年にバーラティラージャの『Mann Vasanai』で女優デビューし、レーヴァティはフィルムフェア賞 南インド映画部門特別賞を受賞した。また、同年12月には『Kattathe Kilikkoodu』でマラヤーラム語映画デビューしており、同作は興行的な成功を収め、1980年代最大のヒットを記録した映画の一つとなった。1984年は『Seethamma Pelli』『Manasa Veena』に出演し、『Kai Kodukkum Kai』ではラジニカーントと共演し、レイプ被害に遭った盲目の女性を演じている。
レーヴァティは特定に役柄にこだわらず、力強い女性や親しみのある女性など様々なキャラクターを演じている。彼女の人気を確立したのは、1986年に出演したマニラトナムの『沈黙の旋律』であり、活発で勝気な少女だが物語を通して気立てのよい女性に成長するディヴィヤー役を演じている。同年11月には『Punnagai Mannan』でカマル・ハーサンと共演し、レーヴァティは批評家から演技を絶賛され、タミル語映画界で最も人気のある女優の一人となった。1988年に出演した『Kakkothikkavile Appooppan Thaadikal』でフィルムフェア賞 マラヤーラム語映画部門主演女優賞を受賞し、1990年に出演した『Kizhakku Vaasal』ではタミル・ナードゥ州映画賞 主演女優賞を受賞している。1991年にはプリヤダルシャンの『Kilukkam』で批評家から高い評価を受け、同年11月にはサルマーン・カーンと共演した『Love』でヒンディー語映画デビューしている。1992年には『Thevar Magan』の演技で国家映画賞 助演女優賞を受賞し、1993年には『Marupadiyum』でフィルムフェア賞タミル語映画部門主演女優賞を受賞している。このほか、1990年代は『アンジャリ』『Magalir Mattum』などのヒット作に出演し、1998年には『Thalaimurai』の演技でタミル・ナードゥ州映画賞 特別賞を受賞している。
2002年には『Mitr, My Friend』で監督デビューし、国家映画賞 英語長編映画賞、インド国際映画祭 審査員特別賞を受賞している。このほかに『Phir Milenge』『Kerala Cafe』『Mumbai Cutting』でも監督を務めている。2010年代は『マルガリータで乾杯を!』『2 States』『Pa Paandi』『Jackpot』『Virus』などに出演し、2022年は『Major』で主人公サンディープ・ウンニクリシュナン少佐の母ダナラクシュミ役を演じた。2023年には『タイガー 裏切りのスパイ』でサルマーン・カーンと共演している。

## 私生活
1986年に撮影監督・映画監督のスレーシュ・チャンドラ・メーノーンと結婚したが、2002年から別居を始め、2013年4月23日に離婚が成立した。体外受精によって生まれた娘マヒーがいる。

## 受賞歴

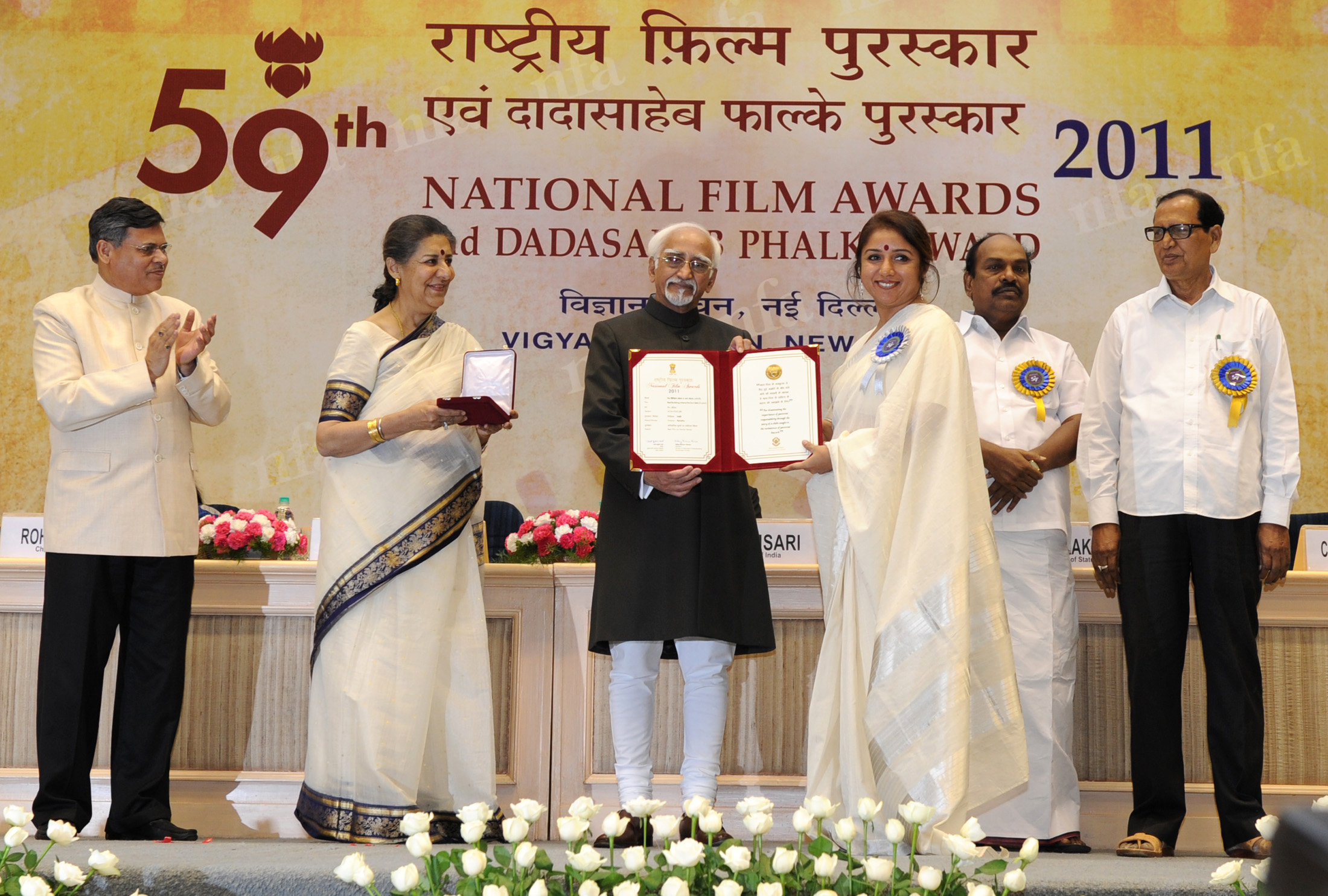
国家映画賞 非長編映画部門家族福祉に関する映画賞を受賞するレーヴァティ（2012年）

| 年                                | 部門                                   | 作品                                    | 結果       | 出典          |
| 栄典                              | 栄典                                   | 栄典                                    | 栄典       | 栄典          |
| --------------------------------- | -------------------------------------- | --------------------------------------- | ---------- | ------------- |
| 1993年                            | カライマーマニ賞                       | N/A                                     | 受賞       | [ 24 ]        |
| 国家映画賞                        |                                        |                                         |            |               |
| 1993年                            | 助演女優賞                             | 『Thevar Magan』                        | 受賞       | [ 25 ]        |
| 2003年                            | 英語長編映画賞                         | 『Mitr, My Friend』                     | 受賞       | [ 26 ]        |
| 2012年                            | 非長編映画部門家族福祉に関する映画賞   | 『Red Building Where the Sun Sets』     | 受賞       | [ 27 ]        |
| フィルムフェア賞 南インド映画部門 |                                        |                                         |            |               |
| 1983年                            | タミル語映画部門主演女優賞             | 『Mann Vasanai』                        | ノミネート | [ 28 ]        |
| 1983年                            | 特別賞                                 | 『Mann Vasanai』                        | 受賞       | [ 28 ]        |
| 1985年                            | タミル語映画部門主演女優賞             | 『Pudhumai Penn』                       | ノミネート |               |
| 1986年                            | タミル語映画部門主演女優賞             | 『Kanni Rasi』                          | ノミネート |               |
| 1987年                            | タミル語映画部門主演女優賞             | 『沈黙の旋律』                          | ノミネート |               |
| 1989年                            | マラヤーラム語映画部門主演女優賞       | 『Kakkothikkavile Appooppan Thaadikal』 | 受賞       | [ 28 ]        |
| 1990年                            | テルグ語映画部門主演女優賞             | 『Prema』                               | ノミネート |               |
| 1991年                            | タミル語映画部門主演女優賞             | 『アンジャリ』                          | ノミネート |               |
| 1991年                            | タミル語映画部門主演女優賞             | 『Kizhakku Vaasal』                     | ノミネート |               |
| 1993年                            | タミル語映画部門主演女優賞             | 『Thevar Magan』                        | 受賞       | [ 28 ]        |
| 1993年                            | テルグ語映画部門主演女優賞             | 『Ankuram』                             | 受賞       | [ 28 ]        |
| 1994年                            | タミル語映画部門主演女優賞             | 『Marupadiyum』                         | 受賞       | [ 28 ]        |
| 1994年                            | テルグ語映画部門主演女優賞             | 『Gaayam』                              | ノミネート | [ 28 ]        |
| 1995年                            | タミル語映画部門主演女優賞             | 『Priyanka』                            | 受賞       | [ 28 ]        |
| 1999年                            | タミル語映画部門主演女優賞             | 『Thalaimurai』                         | ノミネート |               |
| 2013年                            | マラヤーラム語映画部門主演女優賞       | 『Molly Aunty Rocks!』                  | ノミネート | [ 29 ]        |
| 2016年                            | テルグ語映画部門助演女優賞             | 『Loafer』                              | ノミネート | [ 30 ]        |
| 2018年                            | タミル語映画部門主演女優賞             | 『Pa Paandi』                           | ノミネート | [ 31 ]        |
| 2024年                            | マラヤーラム語映画部門主演女優賞       | 『Bhoothakaalam』                       | ノミネート | [ 32 ] [ 33 ] |
| 2024年                            | マラヤーラム語映画部門審査員選出女優賞 | 『Bhoothakaalam』                       | 受賞       | [ 32 ] [ 33 ] |
| 南インド国際映画賞                |                                        |                                         |            |               |
| 2013年                            | マラヤーラム語映画部門主演女優賞       | 『Molly Aunty Rocks!』                  | ノミネート |               |
| 2019年                            | タミル語映画部門コメディアン賞         | 『Gulaebaghavali』                      | ノミネート | [ 34 ]        |
| ケララ州映画賞                    |                                        |                                         |            |               |
| 2022年                            | 主演女優賞                             | 『Bhoothakaalam』                       | 受賞       | [ 35 ]        |
| タミル・ナードゥ州映画賞          |                                        |                                         |            |               |
| 1990年                            | 主演女優賞                             | 『Kizhakku Vaasal』                     | 受賞       | [ 28 ]        |
| 1998年                            | 特別賞                                 | 『Thalaimurai』                         | 受賞       | [ 36 ]        |
| アーナンダ・ヴィカタン映画賞      |                                        |                                         |            |               |
| 2019年                            | コメディ女優賞                         | 『Gulaebaghavali』                      | 受賞       |               |
| ヴィジャイ・アワード              |                                        |                                         |            |               |
| 2018年                            | 助演女優賞                             | 『Pa Paandi』                           | 受賞       |               |
| ジー・シネ・アワード              |                                        |                                         |            |               |
| 2004年                            | 助演女優賞                             | 『Dhoop』                               | ノミネート | [ 37 ]        |
| シネマ・エクスプレス賞            |                                        |                                         |            |               |
| 1984年                            | テルグ語映画部門主演女優賞             | 『Seethamma Pelli』                     | 受賞       | [ 28 ]        |
| 1990年                            | タミル語映画部門主演女優賞             | 『アンジャリ』                          | 受賞       | [ 28 ]        |
| 1992年                            | マラヤーラム語映画部門主演女優賞       | 『Kilukkam』                            | 受賞       | [ 28 ]        |
| 1992年                            | タミル語映画部門主演女優賞             | 『Thevar Magan』                        | 受賞       | [ 28 ]        |
| 1994年                            | 特別賞                                 | 『En Aasai Machan』                     | 受賞       | [ 28 ]        |
| スター・スクリーン・アワード      |                                        |                                         |            |               |
| 2004年                            | 助演女優賞                             | 『Dhoop』                               | ノミネート | [ 38 ]        |
| インド国際映画祭                  |                                        |                                         |            |               |
| 2002年                            | 審査員特別賞                           | 『Mitr, My Friend』                     | 受賞       | [ 39 ]        |
| ケララ国際映画祭                  |                                        |                                         |            |               |
| 2009年                            | FIPRESCIマラヤーラム語映画賞           | 『Kerala Cafe』                         | 受賞       | [ 40 ]        |